# Muggsy Spanier

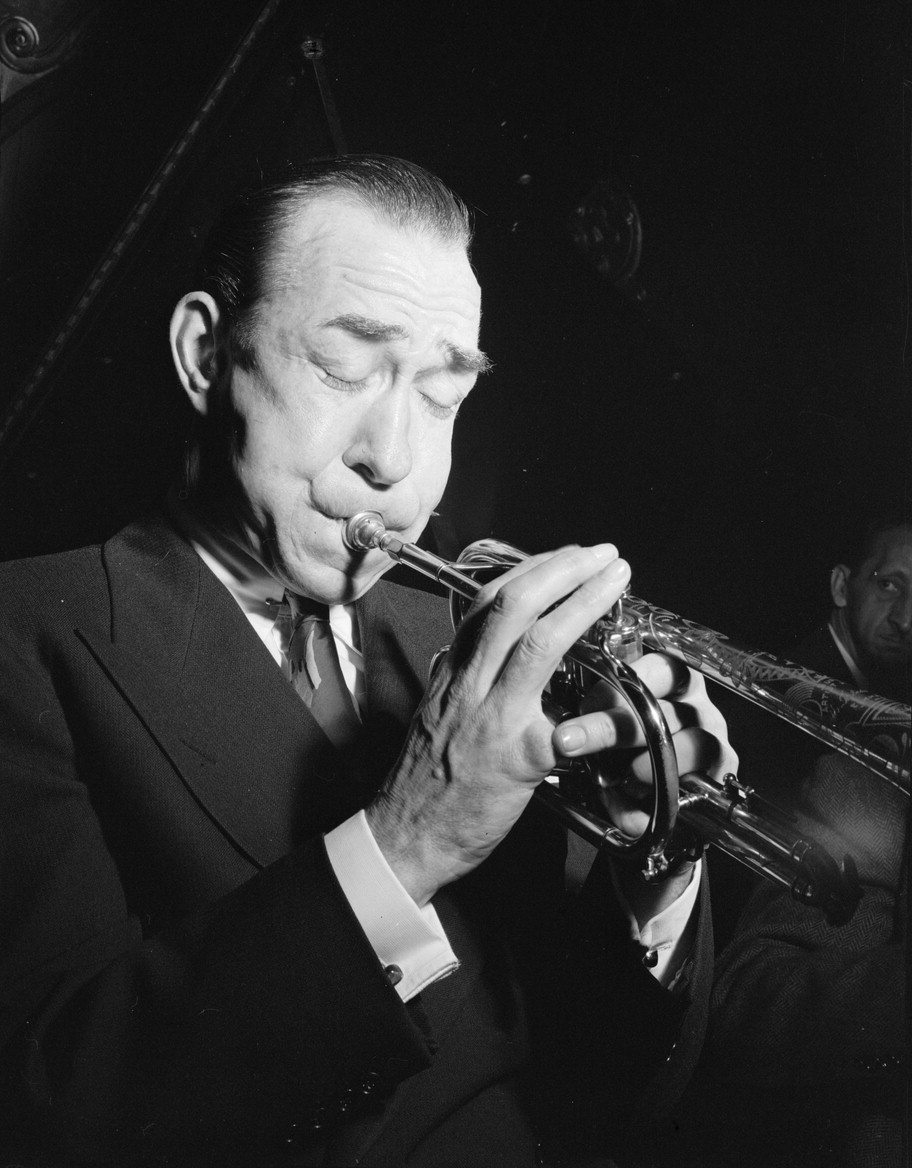
Muggsy Spanier bei einem Auftritt im St. Nick’s Tavern, New York City, ca. Juni 1946.
Fotografie von William P. Gottlieb.

Francis Joseph „Muggsy“ Spanier (* 9. November 1901 in Chicago, Illinois; † 12. Februar 1967 in Sausalito, Kalifornien) war ein amerikanischer Trompeter (Kornett) des Oldtime Jazz.

## Leben und Wirken
Seinen Spitznamen Muggsy (to mug = ausrauben) erhielt er möglicherweise aufgrund der offensichtlich kopierten Eigenheiten von Louis Armstrong und Joe „King“ Oliver, nach anderen Angaben aus seiner jugendlichen Bewunderung für den Baseballspieler Muggsy McGraw. Seinen ersten echten Job als Musiker hatte er 1921 in der Band von Elmer Schoebel. 1927 spielte er mit den Chicago Rhythm Kings mit Frank Teschemacher, Mezz Mezzrow, Gene Krupa und Eddie Condon. 1929 trat er Ted Lewis und seiner Band bei, in der auch Jimmy Dorsey und Benny Goodman spielten, und wirkte dabei in 2 Filmen mit: Is Everybody Happy (1929) und Here Comes the Band (1935). Ab 1936 spielte er mit Ben Pollacks Group und in der Studioband Rhythm Wreckers, die im September 1937 mit „September in the Rain“ einen Hit in den Billboard-Charts hatten. Aufgrund seiner schweren Alkoholprobleme, die ihn damals fast umgebracht hätten, endete das Engagement bei Pollack 1938.
Sein Comeback gab er 1939 mit der Gründung der Muggsy Spanier’s Ragtime Band (in der u. a. George Brunies spielte). 1940 folgten schließlich einige Auftritte in New York mit Max Kaminsky, Miff Mole, Brad Gowans, George Brunies, Rod Cless und anderen, die auch zu der berühmten Aufnahme Jamsession at Commodore führte. Etwa zur gleichen Zeit (1939–1940) entstanden die von vielen Jazz-Fans als „klassisch“ angesehenen Aufnahmen mit Sidney Bechet, wobei die beiden Lead-Spieler nur von Gitarre und Bass begleitet wurden. Von 1941 bis 1943 spielte Muggsy mit seiner eigenen Dixieland Big Band, mit der er bei dem Plattenlabel Decca unter Vertrag war. Zu seinen Musikern gehörte auch der Posaunist Vernon Brown. Im Februar 1943 gelang ihm mit seiner kurzlebigen Big Band sein einziger Hit in den Billboard Top 30 mit dem von Harry James 1939 zum „Two O’Clock Jump“ bearbeiteten „One O’Clock Jump“ von Count Basie.
Danach (1944 bis 1948) spielte er größtenteils in New York in kleinen „Anheizergruppen“. Schließlich begab er sich mit seinem eigenen Sextett (u. a. mit Darnell Howard, Floyd Bean, Ralph Hutchinson, Truck Parham) von 1949 bis 1957 auf eine ausgedehnte US-Tour.
Etwa 1957 ließ er sich in San Francisco nieder und spielte bis zu seinem Tod gemeinsam mit dem Pianisten Earl Hines in verschiedenen Combos. 1960 war er in Europa unter anderem auf den Essener Jazztagen und in Frankfurt. 1964 trat er auf dem Newport Jazz Festival auf, musste danach aber aus Gesundheitsgründen die Auftritte aufgeben.